# Erich Marckhl
Erich Marckhl (* 3. Februar 1902 in Cilli, Untersteiermark; † 8. Juli 1980 in Graz) war ein österreichischer Musikpädagoge, Komponist und Musikfunktionär. Er lehrte von 1940 bis 1945 als Professor für Musikerziehung an der Wiener Reichshochschule für Musik und war von 1952 bis 1971 Landesmusikdirektor der Steiermark. Ab 1957 leitete er das Steiermärkische Landeskonservatorium in Graz und ab 1963 die Akademie bzw. Hochschule für Musik und darstellende Kunst Graz, wo er bis 1972 ordentlicher Professor war.

## Leben
Erich Marckhl war der Sohn des Richters und Politikers Richard Marckhl (1861–1945). Geboren in Cilli in der Untersteiermark (heute Celje in Slowenien), wuchs Marckhl nach der Versetzung des Vaters erst in Klagenfurt, ab 1907 dann in Wien auf, als Richard Marckhl als deutschnationaler Abgeordneter in den Reichstag gewählt wurde. Richard Marckhl spielte Cello und veranstaltete, den Erinnerungen von Erich Marckhl zufolge, regelmäßig häusliche Kammermusikabende. Politisch war Richard Marckhl konservativ-national eingestellt mit ausgeprägter antisemitischer Haltung: „Er konnte in seinen Urteilen sehr heftig werden. Das galt auch für die Musik. Mahler verachtete er als aufdringlichen Juden und Stümperer voll Großmannsucht, der die Klassiker der Musik durch Übertreibung und aufdringliche, fremdrassisch beeinflußte Sentimentalitäten und Banalität übertreffen wollte.“ An anderer Stelle schreibt Erich Marckhl über die politische Haltung seines Vaters, der 1945 Selbstmord verübte: „So sehr ihm als altem Mann Adolf Hitlers Erfolge imponierten, so aufrichtig er sich über die Befreiung der Untersteiermark, deren Scheinbarkeit in vieler Hinsicht er nicht sehen konnte, freute, hat er sich nie zur NS-Partei bekannt, deren Radikalismus und Sozialismus ihn abstieß. Obgleich Antisemit aus Tradition, hätte er, wenn er davon gewußt hätte, Gewalt, Terror und Verbrechen strikt verurteilt.“
Nach der Reifeprüfung 1920 studierte Erich Marckhl Germanistik, Philosophie und Musikwissenschaft an der Universität Wien (Promotion 1925 zum Dr. phil), und von 1920 bis 1926 Komposition bei Franz Schmidt. Von 1926 bis 1936 arbeitete er als Erzieher an der Bundes-Erziehungsanstalt Wien XIII, ehemals Kadettenschule, wurde aber aus politischen Gründen entlassen (Mitgliedschaft bei der illegalen NSDAP). Er lehrte darauf von 1937 bis 1939 an der Hochschule für Lehrerbildung in Dortmund. 1939 wurde er „Fachinspektor für Musik an Höheren Schulen“ in Wien, 1939 Abteilungsleiter für Musikerziehung an der Wiener Reichshochschule für Musik (heute Universität für Musik und darstellende Kunst Wien). Eine Zeitungsnotiz vom Oktober 1943 berichtet: „Der Führer hat den Abteilungsleiter für Musikerziehung an der Reichshochschule für Musik in Wien, Dr. Erich Marckhl, zum Professor ernannt.“ An den Musiklehranstalten Wien richtete er ein Seminar für Musikerziehung und eine provisorische Lehramtsprüfungskommission ein.
Auf Grund seiner nationalsozialistischen Vergangenheit blieb er 1945 zunächst stellenlos und lebte mit Unterstützung durch die Familie von Gottfried von Einem in Ramsau am Dachstein (1945/46) und in Plomberg am Mondsee (1946–48). In der Folge gelang es ihm jedoch bereits Ender der 1940er, vor allem aber in den 1950er Jahren, einflussreiche und zentrale Posten im steirischen Musikleben zu besetzen. 1948 wurde Marckhl Leiter, 1949–52 Direktor der Städtischen Musikschule in Kapfenberg. Ebenfalls im Jahre 1948 wurde ihm das neu eingerichtete kleine Seminar für Musikerziehung am Landeskonservatorium (heute Johann-Joseph-Fux-Konservatorium) in Graz übertragen. Seit 1952 war Marckhl im Vorstand des Musikvereins für Steiermark. Am 1. Juli 1952 wurde Marckhl zum Landesmusikdirektor für Steiermark berufen, in Personalunion leitete er auch das steirische Volksmusikschulwesen. 1953 gründete Marckhl das Studio für Probleme zeitlich naher Musik in Graz. Im Rahmen dieser Konzertreihe, die bis 1975 Bestand hatte, wurden zahlreiche zeitgenössischen Werke ur- und erstaufgeführt, darunter Luigi Dallapiccola, Mátyás Seiber und Gottfried von Einem. Als einer der prominentesten Vertreter der internationalen Avantgarde war 1957 der damals 32-jährige Pierre Boulez im Rahmen des Studios zu Gast in Graz, hielt einen Vortrag und spielte seine 1. Klaviersonate. 1957 übernahm Marckhl zusätzlich die Leitung des Landeskonservatoriums Graz, das auf seine Initiative hin 1963 zur Akademie für Musik und darstellende Kunst (heute Universität für Musik und darstellende Kunst Graz) aufgewertet wurde, mit Marckhl als ersten Präsidenten (bis 1971). Im Jahre 1965 begründete er die Expositur eines Kultur- und Hochschulzentrums in Oberschützen im Burgenland.

## Rolle im Nationalsozialismus
Erich Marckhl war ein Anhänger der NS-Ideologie der ersten Stunde. In einem Schreiben vom 18. Januar 1938 (Eingangsstempel) an das Flüchtlingshilfswerk Berlin erklärt Marckhl, er sei der NSDAP am 30. April 1933 beigetreten, zugleich mit seinem Beitritt zum Nationalsozialistischen Lehrerbund (NSLB). Der vorläufige NSDAP-Beitrittsschein sei jedoch verloren gegangen, die NSLB-Mitgliedskarte hingegen sei in seinem Besitz. Marckhl führt dazu einige Zeugen an und ersucht „auf Grund beigegebener eidesstattlicher Erklärungen um Übernahme in die Mitgliedschaft der NSDAP.“ Marckhls Mitgliedschaft in der NSDAP steht auch aufgrund der Aufgebotsliste 512/1943 des Standesamtes 3 Wien-Alsergrund vom 18. August 1943 ohne Zweifel fest. Darin werden Bräutigam wie Braut, die Geigerin Christiane Hauser (1905–1984), unter Punkt 31 („Ehegenehmigung für Parteigenossen, Parteianwärter u. Gliederungsangehörige“) als „Pg“ bzw. „Pgn“, also als Parteigenosse und Parteigenossin ausgewiesen.
Im Frühjahr 1936 wird er in Wien als illegaler Nationalsozialist enttarnt und vom Schuldienst suspendiert. Er entzieht sich weiteren Ermittlungen und einer eventuellen Verantwortung vor Gericht durch Flucht nach Deutschland. „Wie viele andere geflüchtete österreichische Nationalsozialisten wird Marckhl im Dritten Reich gut versorgt und erhält eine akademische Anstellung an der Hochschule für Lehrerbildung in Dortmund.“ Marckhl erwähnt seine frühe Mitgliedschaft in der NSDAP auch in seinen Lebenserinnerungen: „Den Mitgliedern des Lehrerkollegiums in Dortmund galt ich als heimatvertriebener Nationalsozialist. Ich war ja auch Parteimitglied und hatte als solches eine 'schöne Nummer'“.
Unmittelbar nach der Okkupation Österreichs, dem sogenannten Anschluss, kommt Marckhl wieder nach Wien und dort rasch in verschiedene Positionen, unter anderem als Fachinspektor für Musik sowie als Professor an der Reichsmusikhochschule Wien. Am 31. Januar 1943 wird er zum Gebietsreferenten der Hitlerjugend bestellt. Gleichzeitig bekam Marckhl den HJ-Rang eines „Obergefolgschaftsführers“.
Wiederholt äußerte sich Marckhl zur Situation der Musik und Musikerziehung in der sogenannten „Ostmark“ im Sinne der Partei-Ideologie: „Dazu kam, dass die Bestrebungen nach einer Isolierung der ostmärkischen von der gesamtdeutschen Kulturhaltung vor allem auf musikalischem Gebiet eine krasse Orientierung des Niveaus nach unten mit sich brachte. Vor allem das völlig verjudete Gebiet der volkstümlichen, besonders Wiener Musik (die Produktion des sogenannten Wiener Liedes ist eine zu 80% zumindest jüdisch versippte Angelegenheit gewesen) wurde mehr als die Hochleistungen musikalischer Begabung auf ostmärkischem Boden als die spezifisch österreichische Richtung zur Geschmacksnorm breiter Massen gemacht.“
In Sachen Jazz vertrat Marckhl ebenfalls strikt die Parteilinie: „Auch vom Standpunkte der deutschen Musikkultur ist Jazz ist ein Jazzspieler keine irgendwie fördernswerte Erscheinung.“ In mindestens einem Fall ist nachgewiesen, dass Marckhl die Zulassung eines Kandidaten zum Studium verhindert hat, nachdem dieser als gelegentlicher Jazz-Musiker denunziert worden war. Das ist umso pikanter, als dass Marckhl in seiner Funktion als späterer Präsident der Hochschule für Musik und Darstellende Kunst in Graz (jetzt Kunstuniversität Graz) 1964 eine Abteilung für Jazz mit initiiert hat.
Im Rahmen von NS-Organisationen wie „Kraft durch Freude“ oder dem Nationalsozialistischen Lehrerbund hielt Marckhl regelmäßig Vorträge. So berichtet der Völkische Beobachter, das Parteiorgan der NSDAP,
über einen Vortrag von Marckhl anlässlich einer Franz-Schmidt-Feier 1943 in Wien: „Der denkbar traditionstreueste und zugleich im wahren Sinne fortschrittlichste Musiker als Schutzwehr gegen Entartungserscheinungen der Zeit; der Forscher und Entdecker im Gebiete der Sinngebung und der Akustik zugleich verwurzelt im Volke und dessen Musik: das sind unverlierbare Grundlinien des Bildes, das Marckhl mit innerer Glut und äußerer begrifflicher Schärfe entwarf.“
Der Komponist Marckhl schrieb 1938 das Chorlied „Der Führer“.

## Zeit nach 1945
Nach Ende des Zweiten Weltkriegs fand der beschäftigungslose und mit Berufsverbot belegte Marckhl Unterstützung durch den Komponisten Gottfried von Einem. Das ist insofern kein Zufall, denn von Einem setzte sich für eine Reihe von noch prominenteren NSDAP-Mitgliedern und stark Belasteten ein, unter anderen für den Regisseur Heinz Tietjen oder die Dirigenten Wilhelm Furtwängler, Karl Elmendorff oder Karl Böhm. Das Ehepaar Marckhl war am 16. April 1946 auch Trauzeuge bei der Hochzeit von Gottfried von Einem mit Lianne von Bismarck. Laut Lebenserinnerungen Marckhls verschaffte von Einem ihm auch den Auftrag bei der Universal Edition, den Klavierauszug zu von Einems Oper Dantons Tod zu erstellen.
In der Steiermark kam Marckhl Ende der 1940er Jahre rasch wieder in zentrale Positionen des Musiklebens. Dabei dürfte es sich als äußerst hilfreich erwiesen haben, dass die Personalakten aus der Wiener Zeit als verschollen und in der Folge weitere Unterlagen als verschwunden galten. Marckhl profitierte „im Zuge der Entnazifizierung als sogenannter ‚Minderbelasteter‘ 1948 von der Amnestie, sodass unter seiner Leitung am Landeskonservatorium ein Seminar für Musikerziehung eingerichtet werden konnte.“ Marckhls Stellvertreterin am Seminar in Graz wurde die Pianistin Johanna Seelig – ein deutlicher Hinweis auf die auch nach 1945 noch bestens funktionierenden NS-Seilschaften. Seelig gehörte zum engen Kreis um den ehemaligen Leiter der von den Nationalsozialisten gegründeten Hochschule für Musikerziehung in Graz-Eggenberg, Felix Oberborbeck, und hielt bis zu ihrem Tod 1977 engen Kontakt mit diesem sowie zu ehemaligen Studierenden und Lehrkräften, die meisten NSDAP-Mitglieder oder der NS-Ideologie nahestehend.

## Nazi-Netzwerke, Eigeninteressen, Widersprüche
Erich Marckhl will nach eigenen Angaben frühzeitig zur Ideologie des Nationalsozialismus auf Distanz gegangen sein. Das steht in deutlichem Widerspruch zu seinen intensiven Kontakten nach 1945 zu ehemaligen Mitgliedern der NSDAP sowie Personen, die während Nazi-Herrschaft hochrangige Positionen bekleideten. Marckhl nutzte diese Kontakte, wie schon vor 1945, weiterhin für seine berufliche Karriere ebenso wie für seine Präsenz als Komponist.
Einer der wichtigsten Kontakte für den beruflichen Aufstieg Marckhls nach 1945 ergab sich im Rahmen seiner Teilnahme an einem „Grenzlandlager“ in Eibiswald an der damaligen jugoslawischen, heute slowenischen Grenze im Jahr 1920. Dort lernte er unter anderen kennen: den Arzt und Mundartdichter Hans Kloepfer, spätestens nach 1938 ein bekennender Anhänger der Nazi-Ideologie; den Schriftsteller Josef Papesch, ab 1938 Mitglied der SS und zwischen 1940 und 1945 Leiter der Abteilung für Erziehung und Kultur in der Behörde des Reichsstatthalters für Steiermark, sowie Hanns Koren, nach dem Krieg Politiker der Österreichischen Volkspartei und als Landeshauptmann-Stellvertreter ab 1963 zuständig für den Bereich Kultur. „Damals in Eibiswald begleitete Dr. Kloepfer ein junger Mann in meinem Alter – ich war damals etwa 20 Jahre -, Hanns Koren. Eine Begegnung, die sich eine Weltzeit später zu einem Kontakt der Achtung und des Vertrauens entwickeln sollte.“ Die Beziehungen zu national-konservativen Kreisen der Politik halfen Marckhl nach dem Krieg, eingestuft als Minderbelasteter, schnell wieder in Ämter zu gelangen. Den Kontakt zu Vertretern des Landes Steiermark stellte 1948 Franz Maria Kapfhammer her, der ehemalige Verwalter der von den Nationalsozialisten gegründeten Hochschule für Musik in Graz-Eggenberg.
Eine enge berufliche Beziehung hatte Marckhl zu dem Musikpädagogen und Komponisten Edgar Rabsch, NSDAP-Mitglied seit 1937. Rabsch war Mitarbeiter bei den von Marckhl 1943 im Verlag Braumüller veröffentlichten Liederbüchern für die höheren Schulen der Donau- und Alpenreichsgaue. Auch nach 1945 hielten beide den Kontakt aufrecht. Rabsch und Marckhl hatten sich 1936 an der Hochschule für Lehrerbildung in Dortmund kennengelernt. „Rabsch hat mich in die Kreise der schöpferischen Musiker eingeführt, er war mein Mentor auf der Komponistentagung in Burg an der Wupper, die wir mit viel Ironie erlebten und auf der ich Paul Höffer, den Verleger Merseburger, den betriebsamen Oberborbeck, den hochbegabten Karl Höller und viele andere kennen lernen durfte.“ Bei der Tagung handelte es sich um die 3. Tagung der Fachschaft Komponisten in der Reichsmusikkammer vom 6.–9. Mai 1938 auf Schloss Burg a. d. Wupper. Der erwähnte Felix Oberborbeck, Mitglied der NSDAP seit dem 1. Mai 1933, wurde 1939 Leiter der von den Nationalsozialisten gegründeten Hochschule für Musik in Graz-Eggenberg. Mit ihm blieb Marckhl auch nach 1945 in Kontakt. Oberborbeck knüpfte mit Hilfe regelmäßiger Nachrichten und Informationen, den sogenannten Eggenberger Chroniken (beginnend mit Nummer 1 im Herbst 1945 bis Nummer 59 im Jahr 1973; die letzte Ausgabe, Nummer 60, veröffentlichte nach Oberborbecks Tod dessen Sohn Klaus)  ein Netzwerk ehemaliger Lehrender und Studierender der 1945 aufgelösten Reichsmusikhochschule Graz-Eggenberg und organisierte bis Anfang der 1970er-Jahre Treffen in Deutschland und Österreich. Die Ehemaligen-Treffen in der Steiermark und in Graz organisierten Musikerinnen und Musiker, Wissenschaftler und Musikfunktionäre, die bereits während der nationalsozialistischen Herrschaft Karriere gemacht hatten: Walther Wünsch, Johanna Seelig, Walter Kainz, Franz Maria Kapfhammer, Karl Romich. Marckhl nahm mehrfach an solchen Treffen teil. Mit dem Organisten Franz Schütz, seit 1932 NSDAP-Mitglied und von 1938 bis 1945 Leiter der Wiener Musikakademie, blieb Marckhl ebenso in Kontakt wie mit dem Dirigenten Gottfried Preinfalk. 1934 in die SA und in die NSDAP eingetreten, leitete Preinfalk ab 1943 das Frauen-Symphonie-Orchester Gau Wien (Wiener Kammerorchester im Deutschen Frauenwerk), das auch Kompositionen von Marckhl spielte. Die Frau von Marckhl, die Geigenpädagogin Christiane „Christl“ Hauser (1905–1984), war Mitglied des Orchesters, zudem gehörte sie auch dem Kolbe-Quartett an, das in den Jahren 1943 und 1944 regelmäßig Werke von Marckhl aufführte.
Zu seinen privaten Freunden in seiner Zeit in Graz zählte Marckhl nach eigenen Angaben vorwiegend Musiker, die ihre Karriere auch nach Ende der NS-Diktatur ungebrochen fortsetzen konnten: den Musikforscher Walther Wünsch, vor 1945 Dozent an der, nach der Machtübernahme der Nationalsozialisten in Österreich gegründeten Reichsmusikhochschule Graz-Eggenberg; den Organisten Franz Illenberger, stellvertretender Dozentenführer an der Reichsmusikhochschule Graz-Eggenberg; den Musiker Rupert Doppelbauer, ab 1939 Dozent für Gambe und Kammermusik an der Reichsmusikhochschule Graz-Eggenberg; den Dirigenten Max Heider, der im Herbst 1943 im von deutschen Truppen besetzten Rom am „Istituto dell'arte musicale“ als Assistent von G. Vidussoni engagiert war.
Auch nach 1945 nutzte Marckhl seine jeweiligen beruflichen Positionen, um als Komponist in Erscheinung zu treten. So lud er etwa in seiner Funktion als Direktor des Steiermärkischen Landeskonservatoriums den Organisten Alois Forer, der während der Zeit der Nazi-Herrschaft regelmäßig auftrat und von 1942 bis 1974 Professor an der Wiener Musikhochschule war, im Jahr 1959 zu einem Konzert nach Graz ein. Forer spielte dabei unter anderem auch ein Werk von Marckhl. Marckhl verwahrte sich stets gegen Vorwürfe, er verknüpfe zu sehr Amt und Eigeninteressen an der Aufführung seiner Kompositionen. Dem widersprechen die Fakten. So stand er Mitte der 1950er Jahre auf dem Programm der Kapfenberger Kulturtage – damals war er Landesmusikdirektor. Im Rahmen des Musikvereins für Steiermark, dessen Vorstand er ab 1952 angehörte, trat Marckhl bis 1964 zehn Mal als Komponist in Erscheinung. In der von Marckhl initiierten Konzertreihe Studio für Probleme zeitlich naher Musik wurden seine Werke ebenso gespielt (unter anderem mit Marckhls Frau als Interpretin) wie später an der Akademie für Musik und darstellende Kunst in Graz, deren erster Präsident Marckhl war.
Erst 2019 – und damit zwei Jahre nach den politisch brisanten Veröffentlichungen von Boris von Haken – wurde an der Musikuniversität Graz ein Projekt zur Erforschung des Lebens und Wirkens von Marckhl gestartet. Die Ergebnisse wurden unter dem Titel Erich Marckhl – Musikausbildung in der Steiermark nach 1945. Brüche und Kontinuitäten veröffentlicht.

## Auszeichnungen
- 1968: Großer Österreichischer Staatspreis für Musik[49]
- 1971: Mozartmedaille durch die Mozartgemeinde Wien[50]
- 1972: Ehrenring der Stadt Graz[51]
- 1978: Hanns-Koren-Kulturpreis des Landes Steiermark